# Nikon FG

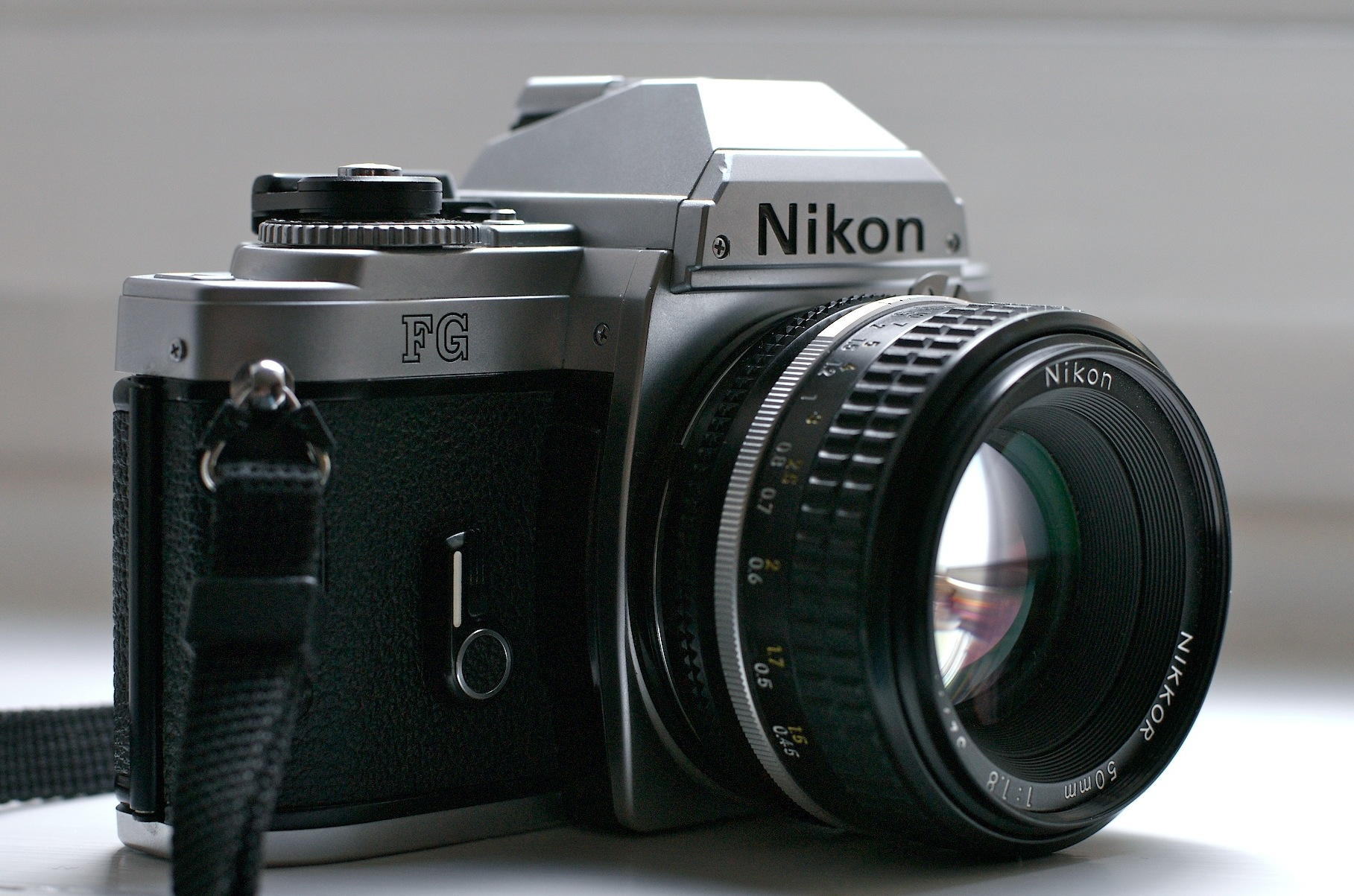
Nikon FG del 1982

La Nikon FG è una macchina fotografica SLR (Single Lens Reflex) amatoriale prodotta dalla Nippon Kogaku K.K (dal 1988 Nikon Corporation) per pellicola 35 mm, in commercio dal 1982 al 1989.
All'avanguardia per l'epoca, possiede l'automatismo programmato (Program) che mette l'apparecchio stesso in grado di scegliere la coppia tempo/diaframma più idonea per la ripresa.